# Tračanščina
Tračánščina (redkeje tudi tráščina) je izumrl indoevropski jezik, ki so ga v antičnem svetu govorili Tračani na širšem območju severnega in vzhodnega Balkana. Tračani so bili severni sosedje antičnih Grkov. 

## Geografska porazdelitev
Jedro tračanskega govornega področja je bila današnja Bolgarija, sicer pa je jezik govoril tudi na vzhodnem Madžarskem, v Transilvaniji, v vzhodni Makedoniji, severni Grčiji, evropskem delu Turčije in v delih Bitinije (severozahodnem delu azijske Turčije) ter Anatolije. Tračanščina je najverjetneje izumrla v zgodnjem srednjem veku, v 5. ali 6. stoletju. Nanjo še vedno spominja ime pokrajine Trakije.

## Značilnosti
Tračanščina je bila del satemske veje indoevropskih jezikov. Najbliže je bila morda sorodna z baltskimi in slovanskimi jeziki. V svoji neposredni soseščini je bila sorodna z dačanščino, mezijščino in getščino. Vzhodna Srbija, ki je bila po mnenju bolgarskega jezikoslovca Vladimirja Ivanova Georgieva dačansko-mezijsko jezikovno področje, je verjetna pradomovina današnje albanščine.

## Pisni viri
Tračanščina za seboj ni pustila veliko pisnih virov. Iz območja Bolgarije je ohranjenih nekaj zelo kratkih napisov, med katerimi so le štirje zanesljivo tračanski. Svoje sledi je tračanščina pustila v številnih krajevnih in vodnih imenih ter teonimih (imenih bogov). Najpomembnejša tračanska boginja se je imenovala Bendis. V antičnih virih so kot glose izpričane nekatere tračanske besede, npr. bria 'mesto', genton 'meso', midne 'vas', skalme 'meč, sablja', zelas 'vino', in osebna imena, kot npr. Aulou-beistas, Diza-zelmis in Gaidres. Tračanskega izvora je tudi ime gorovja Rodopi, ki naj bi prvotno pomenilo 'rdečerjava reka'.